# Hamerantemum
Hamerantemum (lat. Chamaeranthemum), biljni rod iz porodice primogovki smješten u podtribus Graptophyllinae, dio tribusa Justicieae, potporodica Acanthoideae. Sastoji se od 4 vrste iz tropske Južne Amerike, 3 endema iz Brazila, i jedan iz Kostarike 

## Opis
Polugrmovi. Među uzgajivačima je popularna vrsta C. venosum mala puzavica zelenih listova sa sivim venama i ovalnog oblika. Ima klas s pet latica, boje lavande i bijelim cvjetovima koji izgledaju poput zvjezdica. Ova biljka će se raširiti po zemlji ili posudi i napraviti prostirku. Može se posaditi u vrtu s drugim biljkama. 

## Vrste
1. Chamaeranthemum beyrichii Nees; tipična vrsta,  Minas Gerais, Espirito Santo, Rio de Janeiro.
2. Chamaeranthemum malifolium (Nees) A.L.A.Côrtes; Rio de Janeiro
3. Chamaeranthemum tonduzii Lindau; Kostarika
4. Chamaeranthemum venosum M.B.Foster ex Wassh. & L.B.Sm.; Santa Catarina